# Ильина Гора (Владимирская область)
Ильина́ Гора́ — деревня в Вязниковском районе Владимирской области России, входит в состав муниципального образования «Город Вязники».

## География
Деревня расположена на берегу реки Клязьма в 16 км на восток от райцентра Вязники.

## История
В конце XIX — начале XX века деревня входила в составе Олтушевской волости Вязниковского уезда. В 1859 году в деревне числилось 25 дворов, в 1905 году — 45 дворов, в 1926 году — 64 двора.
С 1929 года деревня входила в состав Перовского сельсовета Вязниковского района, с 1965 года — в составе Илевниковского сельсовета, с 2005 года — в составе муниципального образования «Город Вязники».

## Население
| 1859 | 1905 | 1926 | 2002 | 2010 | 2021 |
| ---- | ---- | ---- | ---- | ---- | ---- |
| 180  | ↗308 | ↘290 | ↘52  | ↘34  | ↘27  |